# Метаболічна теорія екології
Метаболічна теорія екології (МТЕ) (metabolic theory of ecology) є узагальненням закону Клайбера і стверджує, що швидкість обміну речовин організму є фундаментальним біологічним законом, який повинні враховувати будь-які моделі в екології.
MTE ґрунтується на вивченні відносин між розмірами тіла, температурою тіла і метаболізмом у всіх організмів. Дрібні організми, як правило, мають набагато вищу питому швидкість метаболізму, ніж великі організми. Крім того, організми, які працюють при високих температурах через ендотермію або живуть в теплих умовах середовища, демонструють тенденцію в бік збільшення швидкості метаболізму в порівнянні з організмами, які працюють при низьких температурах. Ця модель дійсна на всіх рівнях організації живого, починаючи від рівня одноклітинних до рівня великих тварин на планеті.
В МТЕ цей зв'язок вважається єдиним обмеженням, яке визначає біологічні процеси на всіх рівнях організації (від індивідуального до екосистемного рівня), і є макроекологічною теорією, яка повинна бути універсальною за своїм охопленням і застосування.

## Теоретичне підґрунтя
Зв'язок метаболізму організмів даного виду з масою тіла описується законом Клайбера, де B є повний метаболізм організму (у ватах або інших одиницях потужності), М — маса організму (у кг), Bо — незалежна нормалізована маса (постійна, наведена в одиницях потужності, поділених на одиницю маси, в цьому випадку ват на кілограм.)
{\displaystyle B=B_{o}M^{3/4}\,}
При підвищенні температури хімічні реакції протікають швидше. Цей зв'язок описується фактором Больцмана, де E — енергія активації в електронвольтах і джоулях, t — абсолютна температура в кельвінах, і k — постійна Больцмана в eV/K або J/K:
{\displaystyle e^{-{\frac {E}{k\,t}}}}
У той час як Bо в попередньому рівнянні є незалежним від маси, він недвозначно не залежить від температури. Щоб пояснити зв'язок між масою тіла і температурою, ці два вирази об'єднуються для створення первинного рівняння МТЕ, де Bо є нормалізована константа, яка не залежить від розмірів тіла і температури:
{\displaystyle B=b_{o}M^{3/4}e^{-{\frac {E}{k\,t}}}}
Відповідно до цього рівняння, швидкість обміну речовин є функцією маси тіла організму і температури його тіла. Згідно з цим рівнянням, великі організми мають пропорційно вищу швидкість метаболізму (у ваттах), ніж дрібні організми. Ті організми, які існують при високій температурі тіла, мають більш високий рівень метаболізму, ніж ті, які існують при низьких температурах. Однак, конкретний метаболізм (SMR, у Вт/кг) визначається рівнянням:
{\displaystyle SMR=(B/M)=b_{o}M^{-1/4}e^{-{\frac {E}{k\,t}}}}
Таким чином, SMR для великих організмів нижчий, ніж для дрібних.